# Tiptjenitsa
Tiptjenitsa (bulgariska: Типченица) är ett distrikt i Bulgarien.   Det ligger i kommunen Obsjtina Mezdra och regionen Vratsa, i den västra delen av landet, 50 km nordost om huvudstaden Sofia.
I omgivningarna runt Tiptjenitsa växer i huvudsak lövfällande lövskog. Runt Tiptjenitsa är det ganska tätbefolkat, med 52 invånare per kvadratkilometer.